# 院内保育
院内保育（いんないほいく、（院内保育所、いんないほいくしょ））とは、病院設置者が病院内、もしくは病院隣接場所に設置する保育施設。

## 概説
24時間交替で勤務する看護師を利用対象とする保育園が皆無である中で、病院が独自に設置したのが院内保育の始まりである。女性の社会進出という意味で、看護婦という職業の歴史は古いにもかかわらず、彼女たちの子どもは長年、公的な保育制度と無関係なところで保育されてきた。一般保育園児と比較にならない程の長時間保育であり、宿泊保育も日常的であるにもかかわらず、院内保育は、病院の一室、あるいは病院内敷地に建てられたプレハブであるなど、劣悪な環境を強いられてきた。厚生省が、所管する全国の保育園に対し24時間保育を促すこともなかった。
院内保育と一般保育所との格差こそが、看護婦（その後看護師と名称が改められた）が軽視されてきたことの現れであるなどの批判を受け、厚生省（現厚生労働省）は外郭団体を通じて補助を開始し、看護師確保に苦慮していた病院などで設置が進んだ。その後、看護師と同様に病院で24時間交替勤務をしてきた医師や技師や事務職員も利用できるようになった。2006年に医師の研修制度が変わり、研修医の都市部への偏在により医師不足問題が顕在化し、医師の確保のために24時間保育所を整備する例が増えている。
院内保育も事業所内保育施設の一種であるので、次世代育成支援対策推進法、育児休業、介護休業等育児又は家族介護を行う労働者の福祉に関する法律、看護師等の人材確保の促進に関する法律上の事業主措置として設置される。
院内保育の運営は、事業所内保育と同様にアウトソーシングが進んでおり、保育施設の受託運営を手がける企業が全国各地に誕生している。院内保育を担う保育士はほとんどの場合非正規雇用であり、労働条件は一般保育所の保育士より格段に低い。

## 厚生労働省との関係
厚生労働省の見解
「看護婦等の確保を促進するための措置に関する基本的な指針」（1992年12月25日）の、病院等に勤務する看護婦等の処遇の改善に関する事項の中で、「四．福利厚生の充実等」に次の通り示されている。
看護婦等は女性が大半を占めており、育児が離職理由の一つとなっているが、夜勤等により一般の保育所の利用が困難な場合もあるので、院内保育施設の利用が効果的である。したがって、病院等においては、地域の実情や利用者のニーズに応じて院内保育体制を整えるとともに、国及び地方公共団体においては、中小病院等が共同利用できる施設等多様な形態や二十四時間対応できる体制の整備等院内保育の充実を図っていく必要がある。
また、病院等の立地や住居との関係から、院内保育施設の利用が困難な場合もあるので、国及び地方公共団体においては、夜間保育、延長保育等の保育対策の充実を図る必要がある。さらに、病院等の職場における育児休業制度の普及定着を図るとともに、病院等においては国の援助を活用し、休職後の円滑な復帰が図られるよう講習等の実施に努める必要がある。
他に福利厚生面としては、独身者用個室や世帯住宅など宿舎の確保が定着促進を図る上で効果的であり、公的支援の活用などを通じて努力するべきである。その他、病院等が規模により、単独であるいは共同でレクリエーション等を行うことのできるリフレッシュのための施設を確保すること等も今後検討するべきである。
補助金
2002年4月1日から「病院内保育所運営費補助事業実施要綱」が施行され、「子供を持つ看護婦確保経費補助事業の実施について（1987年7月31日）」は廃止された。
病院内保育施設(院内保育)は事業所内保育施設の一種であるので、病院内保育所運営費補助制度に代えて21世紀職業財団・こども未来財団の事業所内保育施設に対する助成を受けることが可能である。
また、次世代育成支援対策推進法上の一般事業主行動計画を届け出た事業主が2007年4月1日から2009年3月31日の間に税法の要件を満たす事業所内託児施設(病院内保育施設を含む)を新たに設けた場合、事業所内託児施設等の割増償却が認められ、税制上の優遇が図られている。
設置状況の把握
2005年11月10日を提出期限とする医療施設調査の中で、院内保育所について「設置の有無、院内か院外か」を記入させている。
緊急医師確保対策
2007年5月31日に、政府・与党によって定められた政策である。
全国各地で医師不足を訴える声が大きくなり、地域に必要な医師を確保する必要性が強まってきた。「誰もが地域で必要な医療を受けられるよう、また、地域の医療に従事する方々が働きがいのある医療現場をつくっていけるよう」ことを目的に、「地域の医療が改善されたと実感できる」べく、以下の緊急対策が示された。
- 医師不足地域に対する、国レベルの緊急臨時的医師派遣システムの構築
- 病院勤務医の過重労働を解消するための、勤務環境の整備など
- 研修医の都市への集中の是正のための臨床研修病院の定員の見直し等
- 医療リスクに対する支援体制の整備
- 医師不足地域や診療科で勤務する医師の養成の推進
- 女性医師等の働きやすい職場環境の整備（23億2800万円）
出産や育児による医師等の離職を防止し、復職を促すため、院内保育所の整備など、女性の働きやすい職場環境の整備を図るとともに、女性医師の復職のための研修等を実施する病院等への支援や、女性医師バンクの体制を充実する。
  - 女性医師の復職のための研修を実施する病院を支援する補助事業を新たに創設
  - 就業相談機能を充実することにより、「女性医師バンク」の体制を強化など
  - 女性医師の働きやすい環境を整備するため、院内保育所の更なる拡充（厚生労働省）
    - 保育児童数の最低基準の緩和（2 → 1人）
    - 緊急一時預かり保育に対する加算の実施
    - 24時間保育等の補助額の引上げ
    - 院内保育所の開設に係る施設整備事業（メニューの追加）

## 設置状況
以下に、院内保育施設を設置する病院の状況、利用対象者、利用料などを、各都道府県ごとに、病院名の五十音順に列挙する。
北海道
- 日鋼記念病院
「ぷぷにえ」（フランス語で「小さい子供の養育室」の意）という名称の院内保育園がある。1998年に看護婦宿舎と共に改築された。定員は70名、入所対象者は0歳 - 5歳児まで、保育士が24時間保育を実施している。
- 函館渡辺病院
「ふじ保育園」。24時間保育（早朝は午前7時から）。0歳 - 6歳児までの未就学の乳幼児が対象。保育士数11人。バス送迎により、近隣の函館大谷幼稚園へ日中の併用預かりも実施している。

秋田県
- 市立秋田総合病院
病児保育園「あすなろ」、院内保育園「こどもの国」
「あすなろ」...1日最大10名まで受入。利用料は2000円/日。1疾病で7日まで連続利用可能。
「こどもの国」...30名まで受け入れ。利用料は、30000円/月。一時保育も可能。曜日により24時間保育を実施する場合もあり。

- 中通総合病院
病児保育室。1日最大10名まで受入。利用料は2000円/日。1疾病で7日まで連続利用可能。

- 秋田赤十字病院
院内保育園「ちえの和」。24時間院内保育所。

山形県
- 山形ロイヤル病院
24時間院内保育所。利用料は1000円/日。

茨城県
- 牛久愛和総合病院
名称「マリア・ナーサリー」。看護職のみ利用できる。就学前 （0歳 - 6歳）を対象とする、24時間保育。利用者は約70名 、保育士23名（常勤14名、非常勤9名） 。保育料は、0 - 3歳未満が100円/時、3歳以上が75円/時。夜間1,600円/回を基本とし、時間数、日数によって算出される。他の幼稚園と同施設の二重保育も可能。幼稚園の送迎バスが敷地内に来て、勤務が終了するまで当施設で保育する。 学童保育についても、 就学児（小学生）の休校日、春夏冬休みで家庭保育 が不可能な場合に利用できる。

埼玉県
- 県立小児医療センター
入院中の小児の兄弟姉妹のための保育室。月曜日 - 金曜日（祝休日、年末年始を除く）、午後2:00 - 午後5:00。定員10人。対象者は、同センターに入院している小児の、面会家族の子で、年齢が2歳6ヶ月 - 6歳（未就学児）まで。保育士2名。保育料は無料、おやつ代（飲み物とお菓子）1回110円。
- 草加市立病院
「優優保育園」。24時間保育。

千葉県
- セントマーガレット病院
「ピーターハウス保育室」。生後56日 - 小学3年、24時間保育。園庭もある恵まれた環境。
- 千葉労災病院
「菜の花保育室」。看護士と医師の正規職員が利用できる。8時 - 18時。20,000円/月。土日祝は休園。

東京都
- 高島平中央総合病院
「もえぎ保育室」。年中無休、夜勤にも対応。給食は昼食と夕食。
- （日産厚生会）玉川病院
1974年設置、その2年後から夜間保育も始まった。看護師が対象。
- 長汐病院
生後3ヶ月 - 3歳未満を持つ職員が、勤務時間中に利用できる。月曜日 - 土曜日の7:30 - 19:30に開設。日曜、祝日、年末年始は休園。保育料は850円/日、給食費とおやつ代込み。
- 容生会
医療法人社団容生会の、医療・看護・介護を行うスタッフが利用できる。利用時間は、月 - 土曜日、8:00 - 20:00。勤務状況に応じて保育の延長可能。また、ふだん通っている幼稚園や保育園が夏休みなど長期休みの際に、臨時で利用できる。

新潟県
- 高田西城病院
「雪ん子保育室」。月曜日から土曜日の8:00 - 18:00。勤務の都合で延長保育も実施している。
- 新潟こばり病院
「チューリップ園」。0歳児から就学前までの、24時間保育。保育料は、15,000円/月、2人目からは10,000円/月。一時預りは、日勤1000円/日、夜勤1500円/日。
- よしだ病院
「ひよこ保育室」。生後3ヶ月から利用できる。

福井県
- 積善会猪原病院
「ひばりの会―保育室」猪原病院・ヒバリヒルズに勤務の職員の子ども3か月～3歳未満児と学童保育をしている。利用時間は月－土、8時半～18時半（土曜日は8時15分～18時15分）祝祭日は休み。昼食はお弁当を持参する。職員の雇用状態によって保育料は多少変化する。

山梨県
- 国民健康保険富士吉田市立病院
全職員の就学前乳幼児を対象に、保育士が保育を実施。25名の乳幼児が在籍し、月 - 土曜日、7:30 - 20:00。週2回の夜間保育（毎週水・金曜日）、及び月2回の日曜保育（毎月第2・第4日曜日）も実施。保育料は、厚生労働省の「病院内保育所運営事業実施要綱」に規定される「標準的な保育料」内の表に当てはめ、上限30,000円として月額保育料を決定、また乳幼児を同時に2人、3人と入室させたい場合には、2人目、3人目の月額保育料は、2人目は半額、3人目は下限の10,000円としている。

岐阜県
- 岐阜社会保険病院
「ひまわり保育所」。2007年9月開所。保育年齢は2ヶ月から。24時間保育。休園日は年間5日程度。月極め保育、および一時保育があり、定員20人。
- 郡上市民病院
「院内託児所」。対象は、当院に勤務する職員の児童、原則として満3歳に達する日以後最初の3月31日まで。保育時間は、同院外来診療日の8:30 - 17:30。

静岡県
- 社会保険浜松病院
「ほしのこ保育所」。24時間保育。日勤は500円/日、夜勤650円/日、深夜750円/日。給食費は一食210円。
- 西島病院
医師・看護師が利用できる。夜間保育、日曜保育あり。

愛知県
- 南医療生活協同組合
名称「つぼみ保育所」。職員の日祝日・夜間・準夜・深夜の勤務のための保育を行なっている。対象は0歳 - 小学生低学年。子供達は、昼間は近隣の保育園や学校で過ごし、親の勤務に合わせて夕方から登所する。保育日は月18日。

滋賀県
- 社会保険滋賀病院
「すみれ保育所」。生後57日から就学まで。24時間保育。料金は10,000円/月、食事代別。一時預かりは3000円/日。

京都府
- 岡本第二総合病院
「ひまわり保育園」。24時間保育、完全給食。0歳 - 1歳がうさぎ組、1歳 - 3歳がパンダ組、3歳 - 5歳がライオン組の、クラス別保育。
- 京都大学医学部附属病院

院内保育はないが、職員が利用できる病児保育室だけ設置されている。
大阪府
- 有澤総合病院
24時間保育。夕食と朝食は給食なし。日曜、祭日、創立記念日（1月10日）、12月30日 - 1月3日はお休み。
- 国立病院機構大阪刀根山医療センター
「とね山保育園」開園時間は7:00 - 20:00（延長含む）。
- （医真会）八尾総合病院
「森の子保育所」。同病院に勤務する看護師が利用でき、対象年齢は4ヶ月～2歳児、夜間保育は満1歳から。3歳児以上は別に法人契約施設がある。保育時間は、毎日8:00 - 18:00（延長あり）。保育料は1000円/日、給食は一食350円。当直対応として16:00 - 翌10:00にも開設、料金は1000円/日、給食は夕食と朝食の二食で550円。

兵庫県
- あさぎり病院
名称「なかよし保育園」。同院で働く女性の子育て支援を目的とし、あさぎり病院付属施設として昭和45年1月に設置された。毎年、約20名前後の医師・看護師などの職員の乳幼児を対象とし、24時間保育及び病児保育を行っている。院内保育所でありながら認可保育園に劣らない広々とした施設・設備の中で、専任のベテラン保育士による充実した保育スケジュールや幼児教育などの保育サポートを行っている。平成19年4月より明石市の委託事業として、保育所建物の1階で一般市民が利用できる「病後児保育」を始めている。

岡山県
- 岡村一心堂病院
「なかよし保育室」。全職員が利用できる。また同病院では、一般市民向けの病児保育室「ハート病児保育室」を、1999年6月1日から院内に開設している。
- 玉島病院
24時間保育。倉敷市からの委託で一般市民向け病児保育も実施している。

山口県
- 周南記念病院
名称「たからじま」。小学就学の始期に達するまでの子どもを養育する職員が利用できる。平日6:30 - 19:15、土曜8:00 - 18:00。休園日は、第2・4土曜、日曜、祝日。保育料は1人当たり10,000円/月。1日だけの預かり（スポット）は1,000円/回。おやつは9:30、15:00の2回。昼食はレオック西日本提供、1食300円。

愛媛県
- 喜多医師会病院
「院内保育室」。1991年7月22日開設。 対象は2ヶ月 - 4歳児までで、夜勤のできる看護師が利用できる。
- 石川病院
対象は2ヶ月 - 3歳児までで、24時間保育が可能。1ヶ月の保育料は11,500円（おやつ代：1,500円）

高知県
- 田野病院
24時間保育。病院の周りには公園や田んぼがあり、自然に恵まれた環境の中で季節の遊びを取り入れながら散歩を中心にした保育を行っている。

大分県
- 社会医療法人　天心堂　健診・健康増進センター Fresco
学童保育フレスコ・アミーゴが2008年8月に新設された。同じグループ内のフィットネス部門が手がけるもので、園児のフィットネス等も取り組まれている。

## 引用
- 緊急医師確保対策について（PDF） - 自民党サイト内